# 第1回社会人野球日本選手権大会予選
第1回社会人野球日本選手権大会予選は、第1回社会人野球日本選手権大会の出場チームを決定するために行われた予選の結果をまとめたものである。（コールド、延長のイニングは記載しない。）

## 出場枠
- 地区代表22（北海道2、東北2、関東3、中部2、東海北陸2、近畿5、中国2、四国2、九州2）

## 北海道地区
- 1回戦

王子製紙苫小牧　8－3　札幌トヨペット
函館太洋倶楽部　8－0　航空自衛隊稚内
国鉄旭川　3－0　日産サニー札幌
国鉄札幌　4－0　小樽野球協会
- 2回戦

王子製紙苫小牧　2－1　電電北海道
大昭和製紙北海道　8－0　函館太洋倶楽部
北海道拓殖銀行　5－0　国鉄旭川
新日鉄室蘭　7－0　国鉄札幌
- 準決勝（代表決定戦）

大昭和製紙北海道　4－2　王子製紙苫小牧
新日鉄室蘭　1－0　北海道拓殖銀行
- 決勝

新日鉄室蘭　2－1　大昭和製紙北海道
新日鉄室蘭、大昭和製紙北海道が本戦出場

## 東北地区

### 青森県1次予選
- 1回戦

オール青森　1－0　八戸市水道局
きものセンター　2－0　三菱製紙八戸
- 敗者復活戦

三菱製紙八戸　3－2　八戸市水道局
- 準決勝

オール青森　3－1　きものセンター
三菱製紙八戸　3－2　自衛隊青森
- 代表決定戦

三菱製紙八戸　11－1　オール青森
三菱製紙八戸が東北2次予選に進出

### 岩手県1次予選
- 1回戦

谷村新興　1－0　水沢駒形野球倶楽部
小野田セメント　1－0　一関三星
岩手銀行　4－1　東京製綱
盛岡鉄道管理局　3－2　オール釜石
- 準々決勝

新日鉄釜石　4－1　小野田セメント
オール不来方　7－4　谷村新興
岩手銀行　7－0　大船渡工BC
盛岡鉄道管理局　12－0　全久慈
- 準決勝（代表決定戦）

岩手銀行　3－0　盛岡鉄道管理局
新日鉄釜石　7－1　オール不来方
- 3位決定戦（代表決定戦）

盛岡鉄道管理局　3－0　オール不来方
- 決勝

新日鉄釜石　2－0　岩手銀行
新日鉄釜石、岩手銀行、盛岡鉄道管理局が東北2次予選に進出

### 秋田県1次予選
- 1回戦

秋田銀行　（不戦勝）　秋田経大校友クラブ
秋田相互銀行　5－2　東北肥料
- 準決勝

TDK　6－0　秋田相互銀行
秋田鉄道管理局　1－0　秋田銀行
- 代表決定戦

TDK　2－1　秋田鉄道管理局
TDKが東北2次予選に進出

### 宮城県1次予選
- 1回戦

石巻ハリケーン　3－2　亘理クラブ
電電東北　5－1　鳳山クラブ
日和クラブ　13－0　オノヤクラブ
- 準決勝

石巻ハリケーン　5－4　日和クラブ
電電東北　2－1　仙台鉄道管理局
- 代表決定戦

電電東北　11－2　石巻ハリケーン
電電東北が東北2次予選に進出

### 福島県1次予選
- 1回戦

小名浜クラブ　7－2　学石OB
会津若松クラブ　1－0　川俣クラブ
二本松レンジャーズ　9－0　原田クラブ
塙クラブ　7－6　オール郡山
オール常交　10－0　SGクラブ
いわきクラブ　13－5　双高OBクラブ
福島クラブ　7－1　飯塚病院
- 2回戦

小名浜クラブ　7－0　自衛隊福島
会津若松クラブ　5－0　二本松レンジャーズ
オール常交　8－7　塙クラブ
いわきクラブ　10－0　福島クラブ
- 準決勝

小名浜クラブ　7－6　会津若松クラブ
いわきクラブ　5－4　オール常交
- 代表決定戦

小名浜クラブ　5－2　いわきクラブ
小名浜クラブが東北2次予選に進出

### 東北2次予選
- 1回戦

盛岡鉄道管理局　2－0　小名浜クラブ
新日鉄釜石　12－0　三菱製紙八戸
電電東北　3－1　岩手銀行
- 代表決定戦

盛岡鉄道管理局　2－1　新日鉄釜石
TDK　2－0　電電東北
盛岡鉄道管理局、TDKが本戦出場

## 関東地区

### 群馬県1次予選
- 1回戦

富士重工業　1－0　高崎鉄道管理局
- 代表決定戦

富士重工業　7－1　全前橋
富士重工業が関東2次予選に進出

### 埼玉県1次予選
- 1回戦

日本通運　16－0　全浦和
本田技研　7－1　エーザイ
- 代表決定戦

日本通運　3－2　本田技研
日本通運が関東2次予選に進出

### 東京都1次予選
- 1回戦

リッカー　4－3　日立化成
電電東京　5－2　チャイルド
ティアック　7－1　東京ガス
熊谷組　3－2　鷺宮製作所
- 準決勝（代表決定戦）

電電東京　3－0　リッカー
熊谷組　4－1　ティアック
- 決勝

熊谷組　4－3　電電東京
熊谷組、電電東京が関東2次予選に進出

### 多摩地区1次予選
- 代表決定戦

東芝府中　5－0　全調布
東芝府中が関東2次予選に進出

### 神奈川県1次予選
- 1回戦

東芝　2－0　日本石油
キャタピラー三菱　3－0　三菱重工横浜
日産自動車　1－0　日本鋼管
三菱自動車川崎　3－1　いすゞ自動車
- 準決勝（代表決定戦）

キャタピラー三菱　2－1　東芝
三菱自動車川崎　7－2　日産自動車
- 決勝

三菱自動車川崎　3－1　キャタピラー三菱
三菱自動車川崎、キャタピラー三菱が関東2次予選に進出

### 関東2次予選
全足利クラブ（栃木県）、日立製作所（茨城県）、電電関東（千葉県）も出場
- 1回戦

富士重工業　1－0　東芝府中
日立製作所　3－0　全足利クラブ
- 2回戦

富士重工業　6－1　熊谷組
電電関東　11－1　キャタピラー三菱
日立製作所　5－0　三菱自動車川崎
電電東京　1－0　日本通運
- 準決勝（代表決定戦）

電電関東　4－1　富士重工業
日立製作所　3－0　電電東京
- 3位決定戦（代表決定戦）

電電東京　5－1　富士重工業
- 決勝

日立製作所　3－1　電電関東
日立製作所、電電関東、電電東京が本戦出場

## 中部地区（新潟、富山、長野、山梨、静岡）

### 新潟県1次予選
- 1回戦

平和クラブ　4－3　小千谷クラブ
- 準々決勝

新津クラブ　6－1　長商クラブ
新潟鉄道管理局　9－2　平和クラブ
白根野球団　4－3　新潟コンマーシャル倶楽部
新潟クラブ　5－4　渡辺クラブ
- 準決勝

新潟鉄道管理局　9－3　新津クラブ
白根野球団　4－3　新潟クラブ
- 代表決定戦

新潟鉄道管理局　6－3　白根野球団
新潟鉄道管理局が中部2次予選に進出

### 静岡県1次予選
- 1回戦

しろがね日軽　6－2　全沼津
河合楽器　8－0　清水クラブ
大昭和製紙　8－1　清水タイガース
- 準決勝（代表決定戦）

日本楽器　4－0　しろがね日軽
河合楽器　3－2　大昭和製紙
- 3位決定戦（代表決定戦）

しろがね日経　7－4　大昭和製紙
- 決勝

河合楽器　3－2　日本楽器
河合楽器、日本楽器、しろがね日軽が中部2次予選に進出

### 富山県1次予選
- 代表決定戦（3回戦制）

第1戦　北陸銀行　4－3　電電富山
第2戦　電電富山　8－7　北陸銀行
第3戦　北陸銀行　6－3　電電富山
北陸銀行が中部2次予選に進出

### 中部2次予選
電電信越、三協精機（ともに長野県）、山梨クラブ（山梨県）も出場
- 1回戦

電電信越　11－0　新潟鉄道管理局
日本楽器　5－2　北陸銀行
三協精機　2－1　河合楽器
しろがね日軽　5－1　山梨クラブ
- 準決勝（代表決定戦）

電電信越　8－2　日本楽器
三協精機　6－0　しろがね日軽
- 決勝

三協精機　4－0　電電信越
三協精機、電電信越が本戦出場

## 東海地区（愛知、岐阜、三重、石川、福井）
- 1回戦

三菱名古屋　3－2　電電北陸
日通名古屋　6－0　東海理化
西濃運輸　3－1　西川物産
東邦ガス　5－4　王子製紙春日井
丹羽鉦電機　3－1　トヨタ自動車
名古屋日産　12－5　国鉄名古屋
本田技研鈴鹿　7－0　サンジルシ醸造
電電東海　5－0　新日鉄名古屋
- 2回戦

日通名古屋　4－3　三菱名古屋
西濃運輸　8－0　東邦ガス
名古屋日産　1－0　丹羽鉦電機
本田技研鈴鹿　2－1　電電東海
- 代表決定戦

西濃運輸　3－0　日通名古屋
本田技研鈴鹿　4－2　名古屋日産
西濃運輸、本田技研鈴鹿が本戦出場

## 近畿地区

### 京都府1次予選
- 1回戦

三菱自動車京都　7－0　丸勝
第一紙行　6－0　洛友クラブ
日本新薬　8－1　ユニチカ
辻和　7－2　京都信用金庫
大丸　20－0　北桑クラブ
- 準々決勝（代表決定戦）

三菱自動車京都　5－0　第一紙行
日本新薬　7－0　京都市役所
辻和　3－0　高島屋京都
大丸　8－0　スワロン
- 準決勝

日本新薬　2－1　三菱自動車京都
大丸　4－1　辻和
- 3位決定戦

三菱自動車京都　5－2　辻和
- 決勝

日本新薬　2－0　大丸
日本新薬、大丸、三菱自動車京都、辻和が近畿2次予選に進出

### 大阪府1次予選
- 1回戦

デュプロ印刷機　9－2　旭化成
- 準々決勝（代表決定戦）

電電近畿　2－0　大阪高島屋
新日鉄堺　3－0　全三和銀行
日本生命　2－1　デュプロ印刷機
松下電器　8－0　大阪ペーシェンス
- 準決勝

日本生命　1－0　松下電器
電電近畿　5－1　新日鉄堺
- 3位決定戦

松下電器　8－1　新日鉄堺
- 決勝

電電近畿　2－1　日本生命
- 敗者復活1回戦

大阪高島屋　4－1　旭化成
- 敗者復活2回戦

大阪高島屋　7－4　大阪ペーシェンス
デュプロ印刷機　5－2　全三和銀行
- 第五代表決定戦

デュプロ印刷機　4－0　大阪高島屋
電電近畿、日本生命、松下電器、新日鉄堺、デュプロ印刷機が近畿2次予選に進出

### 兵庫県1次予選
- 1回戦（代表決定戦）

鐘淵化学　7－4　小西酒造
石川島播磨重工業　3－1　新日鉄広畑
三菱重工神戸　2－0　川崎製鉄神戸
川崎重工　9－8　神戸製鋼
- 準決勝

鐘淵化学　3－1　石川島播磨重工業
川崎重工　2－2（引き分け再試合）　三菱重工神戸
三菱重工神戸　3－1　川崎重工
- 3位決定戦

川崎重工　3－2　石川島播磨重工業
- 決勝

鐘淵化学　1－0　三菱重工神戸
鐘淵化学、三菱重工神戸、川崎重工、石川島播磨重工業、新日鉄広畑が近畿2次予選に進出

### 近畿2次予選
東レ（滋賀県）、住友金属（和歌山県）も出場
- 1回戦

日本生命　5－0　東レ
石川島播磨重工業　1－0　大丸
三菱重工神戸　3－0　デュプロ印刷機
電電近畿　2－1　辻和
住友金属　3－1　川崎重工神戸
日本新薬　6－2　新日鉄堺
松下電器　4－0　新日鉄広畑
鐘淵化学　7－4　三菱自動車京都
- 代表決定戦

日本生命　3－1　石川島播磨重工業
三菱重工神戸　1－0　電電近畿
住友金属　3－0　日本新薬
松下電器　2－0　鐘淵化学
- 敗者復活戦

石川島播磨重工業　4－1　電電近畿
鐘淵化学　5－4　日本新薬
- 敗者復活代表決定戦

鐘淵化学　2－0　石川島播磨重工業
日本生命、三菱重工神戸、住友金属、松下電器、鐘淵化学が本戦出場

## 中国地区

### 岡山県1次予選
- 代表決定リーグ戦

三菱自動車水島　11－0　川崎製鉄水島
三井造船玉野　11－6　三菱自動車水島
三井造船玉野　2－1　川崎製鉄水島
三井造船玉野が中国2次予選に進出

### 広島県1次予選
- 1回戦（代表決定戦）

日本鋼管福山　9－1　東洋工業
山本鋼材　5－4　電電中国
常石鉄工　0－0（引き分け再試合）　三菱重工広島
三菱重工広島　4－0　常石鉄工
三菱重工三原　10－0　広島マツダ
- 準決勝

日本鋼管福山　4－0　山本鋼材
三菱重工三原　6－2　三菱重工広島
- 決勝

三菱重工三原　4－3　日本鋼管福山
三菱重工三原、日本鋼管福山、山本鋼材、三菱重工広島が中国2次予選に進出

### 中国2次予選
新日鉄光、協和発酵防府、協和発酵宇部（いずれも山口県）も出場
- 1回戦

日本鋼管福山　6－2　新日鉄光
三井造船玉野　2－0　山本鋼材
三菱重工広島　3－2　協和発酵防府
三菱重工三原　4－1　協和発酵宇部
- 準決勝（代表決定戦）

日本鋼管福山　2－0　三井造船玉野
三菱重工広島　3－2　三菱重工三原
- 決勝

日本鋼管福山　6－4　三菱重工広島
日本鋼管福山、三菱重工広島が本戦出場

## 四国地区
- 1回戦

伊予銀行　3－2　ひめぎん
国鉄四国　1－0　丸善石油
大倉工業　3－1　阿波銀行
電電四国　5－1　四国銀行
- 準決勝（代表決定戦）

国鉄四国　4－1　伊予銀行
電電四国　20－4　大倉工業
- 決勝

電電四国　8－7　国鉄四国
電電四国、国鉄四国が本戦出場

## 九州地区
- 1回戦

三菱重工長崎　3－2　新日鉄大分
日鉱佐賀関　3－1　九州産交
- 2回戦

三菱重工長崎　5－3　門司鉄道管理局
新日鉄八幡　11－1　大分鉄道管理局
鹿児島鉄道管理局　6－4　日鉱佐賀関
電電九州　7－0　日立造船有明
- 準決勝（代表決定戦）

新日鉄八幡　3－2　三菱重工長崎
電電九州　3－2　鹿児島鉄道管理局
- 決勝

新日鉄八幡　6－1　電電九州
新日鉄八幡、電電九州が本戦出場